# 1792년 미국 대통령 선거
선거인단 한명당 2표를 행사할 수 있는 선거법에 따라, 만장일치로 조지 워싱턴이 대통령에 재선되었고, 77표를 받은 존 애덤스가 부통령에 재선되었다

## 배경
1791년, 알렉산더 해밀튼이 미국제일은행의 설립을 추진하면서 미국 내에서 당이 생겨나기 시작했다. 경제를 이끌 강력한 연방정부를 원하는 재무장관 해밀튼의 연방파와, 주의 권한을 강화하길 바라는 국무장관 토머스 제퍼슨과 제임스 매디슨의 민주공화파가 그것이다
워싱턴은 이미 은퇴를 고려하고 있었음에도, 양측 모두 그가 현실적 차이의 다리가 되어주길 바라 그가 남길 권유했다. 워싱턴은 양측의 지원과 권리장전을 통해 더욱 인기를 얻었다.
대신, 민주공화파와 연방파는 부통령선거를 두고 겨뤄, 존 애덤스를 연방파로, 조지 클린턴을 민주공화파로 여긴채 치러졌다

## 선거 결과
| 대통령 후보   | 근거지     | 전체유권자 | 전체유권자 | 선거인단 |
| 대통령 후보   | 근거지     | 득표수     | 지지율     | 선거인단 |
| ------------- | ---------- | ---------- | ---------- | -------- |
| 조지 워싱턴   | 버지니아   | 13,332     | 100%       | 132      |
| 존 애덤스     | 매사추세츠 | -          | -          | 77       |
| 조지 클린턴   | 뉴욕       | -          | -          | 50       |
| 토머스 제퍼슨 | 버지니아   | -          | -          | 4        |
| 아론 버       | 뉴욕       | -          | -          | 1        |
| 계            | 계         | 13,332     | 100%       | 264      |

## 같이 보기
- 1792년 미국 하원의원 선거
- 1792년 미국 상원의원 선거